# Calendrier darien
Pour les articles homonymes, voir Darien.
 (décembre 2011).
Si vous disposez d'ouvrages ou d'articles de référence ou si vous connaissez des sites web de qualité traitant du thème abordé ici, merci de compléter l'article en donnant les références utiles à sa vérifiabilité et en les liant à la section « Notes et références ».
Le calendrier darien est un système de calcul du temps conçu pour servir les besoins d’éventuels colons sur la planète Mars. Le calendrier a été créé en 1985 par un ingénieur aérospatial et spécialiste en sciences politiques nommé Thomas Gangale, qui a donné le nom de son fils Darius au calendrier.

## Organisation annuelle et intercalation bissextile
Les divisions élémentaires du calendrier sont le jour solaire martien (également appelé sol) et l’année basée sur l'équinoxe vernal martien, qui diffère légèrement de l’année tropique. Le sol compte 39 minutes et 35,244 secondes de plus que le jour solaire terrestre et l’année basée sur l'équinoxe vernal martien compte 668,5907 sols. La formule d’intercalation élémentaire répartit donc dans chaque décennie martienne six années bissextiles de 669 jours solaires martiens et quatre années de 668 jours solaires martiens. Les premières sont des années qui sont soit impaires, soit divisibles par 10. L’année est divisée en 24 mois. Les 5 premiers mois de chaque quart comptent 28 sols. Le dernier mois compte seulement 27 sols à moins que ce soit le dernier mois d’une année bissextile lorsque le sol bissextile est le dernier sol.

## Conception du calendrier
Le calendrier maintient une semaine de sept sols, mais la semaine recommence à partir de son premier sol au début de chaque mois (c’est-à-dire : le dernier sol de la semaine est supprimé à la fin de chaque mois de 27 sols). À part pour ses avantages d’ordre organisationnel, ce système se justifie également puisqu’il approche la longueur moyenne de la semaine martienne de la longueur moyenne de la semaine terrestre.
L’année martienne est considérée comme débutant au moment de l’équinoxe marquant le début du printemps dans l’hémisphère nord de la planète. Actuellement, Mars a une inclinaison axiale similaire à celle de la Terre, ce qui fait que les saisons martiennes sont perceptibles, bien que la plus grande excentricité de l’orbite de Mars autour du Soleil comparée à celle de la Terre signifie que leur importance est fortement amplifiée dans un hémisphère et affaiblie dans l’autre. Les calculs du calendrier darien les plus sophistiqués tiennent même compte de la prolongation insignifiante de l’année équinoxe vernale martienne sur plusieurs milliers d’années. Ceux-ci imposent une formule intercalaire plus compliquée.
Dans la table suivante, les jours de la semaine sont Sol Solis, Sol Lunae, Sol Martis, Sol Mercurii, Sol Jovis, Sol Veneris, Sol Saturni.
| Sagittarius | Sagittarius | Sagittarius | Sagittarius | Sagittarius | Sagittarius | Sagittarius |    | Dhanus   | Dhanus   | Dhanus   | Dhanus   | Dhanus   | Dhanus   | Dhanus   |    | Capricornus | Capricornus | Capricornus | Capricornus | Capricornus | Capricornus | Capricornus |
| So          | Lu          | Ma          | Me          | Jo          | Ve          | Sa          | So | Lu       | Ma       | Me       | Jo       | Ve       | Sa       | So       | Lu | Ma          | Me          | Jo          | Ve          | Sa          |             |             |
| 1           | 2           | 3           | 4           | 5           | 6           | 7           | 1  | 2        | 3        | 4        | 5        | 6        | 7        | 1        | 2  | 3           | 4           | 5           | 6           | 7           |             |             |
| 8           | 9           | 10          | 11          | 12          | 13          | 14          | 8  | 9        | 10       | 11       | 12       | 13       | 14       | 8        | 9  | 10          | 11          | 12          | 13          | 14          |             |             |
| 15          | 16          | 17          | 18          | 19          | 20          | 21          | 15 | 16       | 17       | 18       | 19       | 20       | 21       | 15       | 16 | 17          | 18          | 19          | 20          | 21          |             |             |
| 22          | 23          | 24          | 25          | 26          | 27          | 28          | 22 | 23       | 24       | 25       | 26       | 27       | 28       | 22       | 23 | 24          | 25          | 26          | 27          | 28          |             |             |
|             |             |             |             |             |             |             |    |          |          |          |          |          |          |          |    |             |             |             |             |             |             |             |
| Makara      | Makara      | Makara      | Makara      | Makara      | Makara      | Makara      |    | Aquarius | Aquarius | Aquarius | Aquarius | Aquarius | Aquarius | Aquarius |    | Kumbha      | Kumbha      | Kumbha      | Kumbha      | Kumbha      | Kumbha      | Kumbha      |
| So          | Lu          | Ma          | Me          | Jo          | Ve          | Sa          | So | Lu       | Ma       | Me       | Jo       | Ve       | Sa       | So       | Lu | Ma          | Me          | Jo          | Ve          | Sa          |             |             |
| 1           | 2           | 3           | 4           | 5           | 6           | 7           | 1  | 2        | 3        | 4        | 5        | 6        | 7        | 1        | 2  | 3           | 4           | 5           | 6           | 7           |             |             |
| 8           | 9           | 10          | 11          | 12          | 13          | 14          | 8  | 9        | 10       | 11       | 12       | 13       | 14       | 8        | 9  | 10          | 11          | 12          | 13          | 14          |             |             |
| 15          | 16          | 17          | 18          | 19          | 20          | 21          | 15 | 16       | 17       | 18       | 19       | 20       | 21       | 15       | 16 | 17          | 18          | 19          | 20          | 21          |             |             |
| 22          | 23          | 24          | 25          | 26          | 27          | 28          | 22 | 23       | 24       | 25       | 26       | 27       | 28       | 22       | 23 | 24          | 25          | 26          | 27          |             |             |             |
|             |             |             |             |             |             |             |    |          |          |          |          |          |          |          |    |             |             |             |             |             |             |             |
| Pisces      | Pisces      | Pisces      | Pisces      | Pisces      | Pisces      | Pisces      |    | Mina     | Mina     | Mina     | Mina     | Mina     | Mina     | Mina     |    | Aries       | Aries       | Aries       | Aries       | Aries       | Aries       | Aries       |
| So          | Lu          | Ma          | Me          | Jo          | Ve          | Sa          | So | Lu       | Ma       | Me       | Jo       | Ve       | Sa       | So       | Lu | Ma          | Me          | Jo          | Ve          | Sa          |             |             |
| 1           | 2           | 3           | 4           | 5           | 6           | 7           | 1  | 2        | 3        | 4        | 5        | 6        | 7        | 1        | 2  | 3           | 4           | 5           | 6           | 7           |             |             |
| 8           | 9           | 10          | 11          | 12          | 13          | 14          | 8  | 9        | 10       | 11       | 12       | 13       | 14       | 8        | 9  | 10          | 11          | 12          | 13          | 14          |             |             |
| 15          | 16          | 17          | 18          | 19          | 20          | 21          | 15 | 16       | 17       | 18       | 19       | 20       | 21       | 15       | 16 | 17          | 18          | 19          | 20          | 21          |             |             |
| 22          | 23          | 24          | 25          | 26          | 27          | 28          | 22 | 23       | 24       | 25       | 26       | 27       | 28       | 22       | 23 | 24          | 25          | 26          | 27          | 28          |             |             |
|             |             |             |             |             |             |             |    |          |          |          |          |          |          |          |    |             |             |             |             |             |             |             |
| Mesha       | Mesha       | Mesha       | Mesha       | Mesha       | Mesha       | Mesha       |    | Taurus   | Taurus   | Taurus   | Taurus   | Taurus   | Taurus   | Taurus   |    | Rishabha    | Rishabha    | Rishabha    | Rishabha    | Rishabha    | Rishabha    | Rishabha    |
| So          | Lu          | Ma          | Me          | Jo          | Ve          | Sa          | So | Lu       | Ma       | Me       | Jo       | Ve       | Sa       | So       | Lu | Ma          | Me          | Jo          | Ve          | Sa          |             |             |
| 1           | 2           | 3           | 4           | 5           | 6           | 7           | 1  | 2        | 3        | 4        | 5        | 6        | 7        | 1        | 2  | 3           | 4           | 5           | 6           | 7           |             |             |
| 8           | 9           | 10          | 11          | 12          | 13          | 14          | 8  | 9        | 10       | 11       | 12       | 13       | 14       | 8        | 9  | 10          | 11          | 12          | 13          | 14          |             |             |
| 15          | 16          | 17          | 18          | 19          | 20          | 21          | 15 | 16       | 17       | 18       | 19       | 20       | 21       | 15       | 16 | 17          | 18          | 19          | 20          | 21          |             |             |
| 22          | 23          | 24          | 25          | 26          | 27          | 28          | 22 | 23       | 24       | 25       | 26       | 27       | 28       | 22       | 23 | 24          | 25          | 26          | 27          |             |             |             |
|             |             |             |             |             |             |             |    |          |          |          |          |          |          |          |    |             |             |             |             |             |             |             |
| Gemini      | Gemini      | Gemini      | Gemini      | Gemini      | Gemini      | Gemini      |    | Mithuna  | Mithuna  | Mithuna  | Mithuna  | Mithuna  | Mithuna  | Mithuna  |    | Cancer      | Cancer      | Cancer      | Cancer      | Cancer      | Cancer      | Cancer      |
| So          | Lu          | Ma          | Me          | Jo          | Ve          | Sa          | So | Lu       | Ma       | Me       | Jo       | Ve       | Sa       | So       | Lu | Ma          | Me          | Jo          | Ve          | Sa          |             |             |
| 1           | 2           | 3           | 4           | 5           | 6           | 7           | 1  | 2        | 3        | 4        | 5        | 6        | 7        | 1        | 2  | 3           | 4           | 5           | 6           | 7           |             |             |
| 8           | 9           | 10          | 11          | 12          | 13          | 14          | 8  | 9        | 10       | 11       | 12       | 13       | 14       | 8        | 9  | 10          | 11          | 12          | 13          | 14          |             |             |
| 15          | 16          | 17          | 18          | 19          | 20          | 21          | 15 | 16       | 17       | 18       | 19       | 20       | 21       | 15       | 16 | 17          | 18          | 19          | 20          | 21          |             |             |
| 22          | 23          | 24          | 25          | 26          | 27          | 28          | 22 | 23       | 24       | 25       | 26       | 27       | 28       | 22       | 23 | 24          | 25          | 26          | 27          | 28          |             |             |
|             |             |             |             |             |             |             |    |          |          |          |          |          |          |          |    |             |             |             |             |             |             |             |
| Karka       | Karka       | Karka       | Karka       | Karka       | Karka       | Karka       |    | Leo      | Leo      | Leo      | Leo      | Leo      | Leo      | Leo      |    | Simha       | Simha       | Simha       | Simha       | Simha       | Simha       | Simha       |
| So          | Lu          | Ma          | Me          | Jo          | Ve          | Sa          | So | Lu       | Ma       | Me       | Jo       | Ve       | Sa       | So       | Lu | Ma          | Me          | Jo          | Ve          | Sa          |             |             |
| 1           | 2           | 3           | 4           | 5           | 6           | 7           | 1  | 2        | 3        | 4        | 5        | 6        | 7        | 1        | 2  | 3           | 4           | 5           | 6           | 7           |             |             |
| 8           | 9           | 10          | 11          | 12          | 13          | 14          | 8  | 9        | 10       | 11       | 12       | 13       | 14       | 8        | 9  | 10          | 11          | 12          | 13          | 14          |             |             |
| 15          | 16          | 17          | 18          | 19          | 20          | 21          | 15 | 16       | 17       | 18       | 19       | 20       | 21       | 15       | 16 | 17          | 18          | 19          | 20          | 21          |             |             |
| 22          | 23          | 24          | 25          | 26          | 27          | 28          | 22 | 23       | 24       | 25       | 26       | 27       | 28       | 22       | 23 | 24          | 25          | 26          | 27          |             |             |             |
|             |             |             |             |             |             |             |    |          |          |          |          |          |          |          |    |             |             |             |             |             |             |             |
| Virgo       | Virgo       | Virgo       | Virgo       | Virgo       | Virgo       | Virgo       |    | Kanya    | Kanya    | Kanya    | Kanya    | Kanya    | Kanya    | Kanya    |    | Libra       | Libra       | Libra       | Libra       | Libra       | Libra       | Libra       |
| So          | Lu          | Ma          | Me          | Jo          | Ve          | Sa          | So | Lu       | Ma       | Me       | Jo       | Ve       | Sa       | So       | Lu | Ma          | Me          | Jo          | Ve          | Sa          |             |             |
| 1           | 2           | 3           | 4           | 5           | 6           | 7           | 1  | 2        | 3        | 4        | 5        | 6        | 7        | 1        | 2  | 3           | 4           | 5           | 6           | 7           |             |             |
| 8           | 9           | 10          | 11          | 12          | 13          | 14          | 8  | 9        | 10       | 11       | 12       | 13       | 14       | 8        | 9  | 10          | 11          | 12          | 13          | 14          |             |             |
| 15          | 16          | 17          | 18          | 19          | 20          | 21          | 15 | 16       | 17       | 18       | 19       | 20       | 21       | 15       | 16 | 17          | 18          | 19          | 20          | 21          |             |             |
| 22          | 23          | 24          | 25          | 26          | 27          | 28          | 22 | 23       | 24       | 25       | 26       | 27       | 28       | 22       | 23 | 24          | 25          | 26          | 27          | 28          |             |             |
|             |             |             |             |             |             |             |    |          |          |          |          |          |          |          |    |             |             |             |             |             |             |             |
| Tula        | Tula        | Tula        | Tula        | Tula        | Tula        | Tula        |    | Scorpius | Scorpius | Scorpius | Scorpius | Scorpius | Scorpius | Scorpius |    | Vrishika    | Vrishika    | Vrishika    | Vrishika    | Vrishika    | Vrishika    | Vrishika    |
| So          | Lu          | Ma          | Me          | Jo          | Ve          | Sa          | So | Lu       | Ma       | Me       | Jo       | Ve       | Sa       | So       | Lu | Ma          | Me          | Jo          | Ve          | Sa          |             |             |
| 1           | 2           | 3           | 4           | 5           | 6           | 7           | 1  | 2        | 3        | 4        | 5        | 6        | 7        | 1        | 2  | 3           | 4           | 5           | 6           | 7           |             |             |
| 8           | 9           | 10          | 11          | 12          | 13          | 14          | 8  | 9        | 10       | 11       | 12       | 13       | 14       | 8        | 9  | 10          | 11          | 12          | 13          | 14          |             |             |
| 15          | 16          | 17          | 18          | 19          | 20          | 21          | 15 | 16       | 17       | 18       | 19       | 20       | 21       | 15       | 16 | 17          | 18          | 19          | 20          | 21          |             |             |
| 22          | 23          | 24          | 25          | 26          | 27          | 28          | 22 | 23       | 24       | 25       | 26       | 27       | 28       | 22       | 23 | 24          | 25          | 26          | 27          | 28          |             |             |

Le dernier jour de vrishika est un jour intercalaire qui ne se produit pas en chaque année, mais seulement durant les années bissextiles martiennes.

## Début de l'année
Certains détails du calendrier darien ont fait l’objet de controverses. La plus importante de ces controverses concerne la définition de l’ère martienne. Initialement, la fin de l’an 1975 fut choisie comme début en fonction du programme américain Viking, la première sonde spatiale qui se posa avec succès sur Mars. Ce choix fut rapidement considéré comme extrêmement restreint et, de plus, avait comme conséquence que les multiples observations télescopiques de Mars durant les 400 dernières années soient reléguées à des dates négatives. L’ère à laquelle une préférence est actuellement accordée est celle initialement suggérée par Peter Kokh et qui débute en 1609, date où, en se basant sur les observations que Tycho Brahé fit de Mars, Johannes Kepler élucida les lois sur le mouvement des planètes. 1609 est aussi l'année de la première observation de Mars au télescope par Galilée.

## Points contestés
La nomenclature a également fait l’objet de disputes, bien qu’avec moins d’amertume. Les noms des vingt-quatre mois qui furent choisis provisoirement par Gangale étaient les noms latins des constellations du zodiaque et leurs équivalents sanskrits utilisés alternativement. De même, les sept sols d’une semaine furent provisoirement nommés d'après le Soleil, la Lune et les 5 planètes les plus brillantes vues depuis Mars, y compris la Terre, calquant le nom latin des jours de la semaine dans le calendrier julien, et suivant l'option du dimanche, jour du soleil, en premier dans la semaine. Le choix de ces noms fut également critiqué comme un choix restrictif. Enfin, plusieurs calendriers différents conçus de la même façon mais avec une nomenclature différente ont été proposés. Le calendrier darien « defrost », par exemple, crée de nouveaux noms pour les mois martiens à partir de modèles établissant un rapport entre le choix des caractères et de la longueur du nom et l’ordre du mois et la saison. Le calendrier utopien, inventé en 2001 par le « Mars Time Group », contient encore d’autres suggestions pour la modification de la nomenclature.

## D'autres calendriers dariens (non-terrestres)
En 1998, Gangale adapta le calendrier darien pour être utilisé sur les quatre lunes de Jupiter découvertes par Galilée en 1610 : Io, Europe, Ganymède, et Callisto.
En 2003, il a créé une variante du calendrier pour Titan.